# Società Sportiva Pro Livorno 1921-1922
Questa pagina raccoglie le informazioni riguardanti il Pro Livorno nelle competizioni ufficiali della stagione 1921-1922.

## Rosa
Fonte:
| N. |                   | Ruolo | Calciatore         |
| -- | ----------------- | ----- | ------------------ |
|    | Italia (bandiera) | C     | Giuseppe Aimi      |
|    | Italia (bandiera) | A     | Giacinto Barbaro   |
|    | Italia (bandiera) | D     | Amleto Barsotti    |
|    | Italia (bandiera) | A     | Guglielmo Bianchi  |
|    | Italia (bandiera) | A     | Marcello Buccelli  |
|    | Italia (bandiera) | A     | Guglielmo Bianchi  |
|    | Italia (bandiera) | D     | Pasquale Corridi   |
|    | Italia (bandiera) | A     | Attilio Fresia     |
|    | Italia (bandiera) | P     | Bruno Jacoponi (I) |
|    | Italia (bandiera) | A     | Gino Jacoponi (II) |
|    | Italia (bandiera) | P     | Alfonso Lambardi   |
|    | Italia (bandiera) | A     | Giuseppe Landi     |
|    | Italia (bandiera) | A     | Rino Lomi          |

| N. |                   | Ruolo | Calciatore         |
| -- | ----------------- | ----- | ------------------ |
|    | Italia (bandiera) | C     | Dino Luperi (I)    |
|    | Italia (bandiera) | C     | Ramiro Luperi (II) |
|    | Italia (bandiera) | A     | Mario Magnozzi     |
|    | Italia (bandiera) | C     | Leonetto Marchini  |
|    | Italia (bandiera) | C     | Manlio Martini     |
|    | Italia (bandiera) | D     | Rolando Mochi      |
|    | Italia (bandiera) | P     | Lorenzo Niccolai   |
|    | Italia (bandiera) | A     | Mario Palandri     |
|    | Italia (bandiera) | D     | Plinio Paolini     |
|    | Italia (bandiera) | A     | Ovidio Paron       |
|    | Italia (bandiera) | A     | Alfredo Pitto      |
|    | Italia (bandiera) | P     | Piranio Taccola    |
|    | Italia (bandiera) | C     | Aristide Viale     |

## Risultati

### Prima Categoria

#### Girone toscano

##### Girone di andata
| Arbitro: | Borelli (Lucca) |

|                                                          |           |  |
| Bianchi 9’, 15’ Jacoponi II 10’, 25’, 60’ Luperi (I) 30’ | Marcatori |  |

| Arbitro: | Galletti (Genova) |

|                         |           |           |
| ? ?’ (rig.) ? ?’ (aut.) | Marcatori | ?’ ? ?’ ? |

| Arbitro: | Franciosini (Lucca) |

|                      |           |  |
| Jacoponi II 25’, 78’ | Marcatori |  |

| Arbitro: | Bistoletti (Milano) |

|  |           |                          |
|  | Marcatori | 26’ Brunaldi 67’ Bianchi |

| Arbitro: | Pinasco (Sestri Ponente) |

|  |           |             |
|  | Marcatori | Jacoponi II |

##### Girone di ritorno
| Arbitro: | Pasquinelli (Bologna) |

|   |           |  |
| ? | Marcatori |  |

| Arbitro: | Pinasco (Sestri Ponente) |

|                      |           |  |
| Magnozzi Jacoponi II | Marcatori |  |

| Arbitro: | Tradico (Milano) |

|   |           |   |
| ? | Marcatori | ? |

| Arbitro: | Sessa (Milano) |

|                             |           |            |
| Bianchi 70’ Pitto 79’ ? 82’ | Marcatori | 53’ Chenet |

| Arbitro: | Vota (Torino) |

|                                               |           |            |
| Paolini 27’ (rig.) Luperi (I) 52’ Bianchi 75’ | Marcatori | 22’ Taddei |

### Semifinali nazionali

#### Girone A

##### Girone di andata
| Arbitro: | Vota (Torino) |

|  |           |                              |
|  | Marcatori | 44’ Zanninovich 56’ Gallo II |

| Arbitro: | Resegotti (Milano) |

|                                           |           |  |
| Santamaria 3’ Gambarotta 65’ Bertucci 75’ | Marcatori |  |

##### Girone di ritorno
| Arbitro: | Sessa (Milano) |

|              |           |             |
| Moriondo 56’ | Marcatori | 58’ Contini |

| Arbitro: | Bistoletti (Milano) |

|                |           |                                                          |
| ? 4’ Pitto 40’ | Marcatori | 5’, 12’ Gambarotta 24’ (rig.) Cevenini III 60’, 63’ Neri |

### Coppa Italia
| Arbitro: | Franciosini (Lucca) |

|  |           |       |
|  | Marcatori | 62’ ? |

## Statistiche

### Statistiche di squadra
| Competizione                            | Punti | In casa | In casa | In casa | In casa | In casa | In casa | In trasferta | In trasferta | In trasferta | In trasferta | In trasferta | In trasferta | Totale | Totale | Totale | Totale | Totale | Totale | DR  |
| Competizione                            | Punti | G       | V       | N       | P       | Gf      | Gs      | G            | V            | N            | P            | Gf           | Gs           | G      | V      | N      | P      | Gf     | Gs     | DR  |
| --------------------------------------- | ----- | ------- | ------- | ------- | ------- | ------- | ------- | ------------ | ------------ | ------------ | ------------ | ------------ | ------------ | ------ | ------ | ------ | ------ | ------ | ------ | --- |
| Prima Categoria (girone toscano)        | 15    | 5       | 5       | 0       | 0       | 16      | 2       | 5            | 2            | 1            | 2            | 6            | 6            | 10     | 7      | 1      | 2      | 22     | 8      | +12 |
| Prima Categoria (semifinali - girone A) | 1     | 2       | 0       | 1       | 1       | 3       | 5       | 2            | 0            | 0            | 2            | 0            | 5            | 4      | 0      | 1      | 3      | 3      | 11     | -6  |
| Coppa Italia                            |       | 1       | 0       | 0       | 1       | 0       | 1       | 0            | 0            | 0            | 0            | 0            | 0            | 1      | 0      | 0      | 1      | 0      | 1      | -1  |
| Totale                                  |       | 8       | 5       | 1       | 2       | 19      | 8       | 7            | 2            | 1            | 4            | 6            | 11           | 15     | 7      | 2      | 6      | 25     | 20     | +5  |

### Statistiche dei giocatori
| Giocatore   | Prima Categoria | Prima Categoria | Coppa Italia | Coppa Italia | Totale   | Totale |
| Giocatore   | Presenze        | Reti            | Presenze     | Reti         | Presenze | Reti   |
| ----------- | --------------- | --------------- | ------------ | ------------ | -------- | ------ |
| G. Aimi     | ?               | ?               | 1            | 0            | 1+       | 0+     |
| G. Bianchi  | ?               | ?               | 1            | 0            | 1+       | 0+     |
| M. Buccelli | ?               | ?               | 1            | 0            | 1+       | 0+     |
| G. Landi    | ?               | ?               | 1            | 0            | 1+       | 0+     |
| R. Lomi     | ?               | ?               | 1            | 0            | 1+       | 0+     |
| L. Marchini | ?               | ?               | 1            | 0            | 1+       | 0+     |
| M. Martini  | ?               | ?               | 1            | 0            | 1+       | 0+     |
| R. Mochi    | ?               | ?               | 1            | 0            | 1+       | 0+     |
| P. Paolini  | ?               | ?               | 1            | 0            | 1+       | 0+     |
| P. Taccola  | ?               | ?               | 1            | -1           | 1+       | -1+    |
| A. Viale    | ?               | ?               | 1            | 0            | 1+       | 0+     |
| .           | ?               | ?               | ?            | ?            | ?        | ?      |
| [[.]]       | ?               | ?               | ?            | ?            | ?        | ?      |
| [[.]]       | ?               | ?               | ?            | ?            | ?        | ?      |
| [[.]]       | ?               | ?               | ?            | ?            | ?        | ?      |
| [[.]]       | ?               | ?               | ?            | ?            | ?        | ?      |
| [[.]]       | ?               | ?               | ?            | ?            | ?        | ?      |